# Vlečné vozy KPS série 81–85, 186–220 (Ostrava)
Vlečné vozy série 81–85, 186–220 jsou typem dvounápravového obousměrného vlečného vozu klasické koncepce, které byly vyráběny Národním podnikem Gottwaldovy závody, Královopolská strojírna Brno (dnes Královopolská, a. s.) pro Moravsko-ostravské místní dráhy (M.O.M.D., dnes Dopravní podnik Ostrava, a. s.). Šlo o poslední dvounápravové vlečné vozy, které ostravský dopravce pořídil.

## Historické pozadí
Po I. světové válce se stala veřejná doprava využívanější, než v předválečném období. Ve 20. letech 20. století se postupně rozvíjel vozový park především o motorové nebo vlečné vozy postavené ve vlastních dílnách M.O.M.D., nicméně od roku 1929 nebyl do provozu zařazen žádný nový, případně rekostruovaný vlečný vůz. Po vzniku Protektorátu Čechy a Morava (něm. Protektorat Böhmen und Mähren) se stala auta nedostupná pro veřejnost. Díky tomu museli lidé využívat městskou hromadnou dopravu, což způsobilo, že velmi prudce narůstal počet cestujících. Společnost M.O.M.D. tak byla nucena rozšířit vozový park, který by kapacitně ustál tuto zátěž. Nové vlečné vozy však byly dodány až teprve v době II. světové války a to pouhých pět kusů v srpnu 1942. Zbylých 35 vozů bylo dodáno až po válce mezi lety 1947–1951.

## Konstrukce
Tyto vlečné vozy, přezdívané "brňáky", měly odlišnou konstrukci od tehdy dodávaných motorových vozů. Rám vozu byl vyroben z válcovaných profilů, kostra snýtována z tvarovaných sloupků a bočnice zvenčí oplechovány. Dvojitou střechu tvořily ocelové a dřevěné kružiny, vnitřní obložení tvořily překližky, či u některých vozů peřejky. Interiér byl obložen převážně z dřevěných příček (např. podélné lavice, obklady stěn, podlaha vozu). Široké teleskopické dvoudílné vstupní dveře se otevíraly systémem Perkeo (dveře zavěšeny za pohyblivý vozík v kolejnici). Vozová skříň byla usazena na dva jednonápravové podvozky připevněné ke karoserii prostřednictvím silentbloků. Vozy měly také účinnou kleštinovou kotoučovou brzdou. Konstrukce vozové skříně vycházela z vlečných vozů dodávaných do Brna před II. světovou válkou. Díky tomu je také oproti jiným ostravským "vlečňákům" atypická jejich menší šířka.

## Dodávky
V letech 1942–1951 bylo vyrobeno celkem 40 vlečných vozů série 81–85, 186–220.
| Současný stát | Město   | Článek | Výrobce | Roky dodávek | Počet vozů | Evidenční čísla při dodání | Zdroj |
| ------------- | ------- | ------ | ------- | ------------ | ---------- | -------------------------- | ----- |
| Česko         | Ostrava | článek | KPS     | 1942         | 5          | 81–85                      | [ 3 ] |
| Česko         | Ostrava | článek | KPS     | 1947–1951    | 35         | 186–220                    | [ 3 ] |

## Provoz
Do provozu byly plně nasazeny začátkem 50. let a tehdy se staly nejpočetnějším provozovaným typem vlečných vozů v Ostravě. Mohly být provozovány ve dvou- až tří-vozových soupravách na všech tramvajových linkách. Pro svůj tichý a lehký chod, nízkou hmotnost, velkou kapacitu a nízkými nástupními plošinami se staly v provozu mezi cestujícími velmi oblíbené. Během provozu jim byly odebrány střešní náporové větráky a návěstní zvonky a vyměněny kluzná ložiska za valivá. Od 60. let 20. století se na bočnicích objevil znak DP Ostravy. Poslední úpravou bylo v roce 1978 dosazení znehodnocovačů jízdenek, čímž se staly jedinými dvounápravovými vlečnými vozy vybavenými tímto samoobslužným odbavovacím systémem. První vůz byl vyřazen již roku 1967 po požáru vozovny Křivá a to konkrétně vůz č. 201. Postupné vyřazování započalo až ve druhé polovině 70. let kvůli dodávkám tramvají typu T3 a rušením příměstských tratí.

## Historické vozy
Tyto vozy dojezdily po boku motorových vozů zvaných "brňáky" přičemž poslední dva vozy č. 202 a 219 spolu s motorovým vozem č. 55 byly dne 22. února 1986 posledními dvounápravovými vozy v pravidelném provozu. Po jejich vyřazení byl druhý jmenovaný převeden do muzejní sbírky DP Ostrava jako první muzejní vlečný vůz. Dnes je ve stavu z období provozu v 60. letech. Vůz č. 218 byl vyřazen již roku 1982, načež až do začátku 90. let sloužil jako sklad dřeva a náhradních dílů. Poté se zařadil do muzejní sbírky a v roce 1993 započala jeho renovace do původního stavu po dodání, jež dosud není zcela dokončena. Zajímavý je také osud vlečného vozu č. 206, který po svém vyřazení sloužil jako služební vůz pod ev. č. 8821 až do roku 1988 kdy o něj projevil zájem Dopravní podnik města Olomouce. Po jeho odprodeji následujícího roku byl později renovován do historické podoby velmi podobných vlečných vozů, které byly v Olomouci provozovány. V Technickém muzeu v Brně se dochoval také vůz ev. č. 184, který se nachází dosud ve stavu po svém vyřazení v roce 1986.
| Původní provoz | Evidenční číslo | Současný majitel | Rok výroby | Historický od roku | Poznámky                                         | Zdroj |
| -------------- | --------------- | ---------------- | ---------- | ------------------ | ------------------------------------------------ | ----- |
| Ostrava        | 99              | DPMO             | 1951       | 1989               | pův. ev. č. 206                                  | [ 4 ] |
| Ostrava        | 184             | TMB              | 1942       | 1986               | pův. ev. č. 84                                   | [ 5 ] |
| Ostrava        | 218             | DPO              | 1951       | 1991               | od roku 1993 probíhá renovace do původního stavu | [ 3 ] |
| Ostrava        | 219             | DPO              | 1951       | 1986               |                                                  | [ 2 ] |

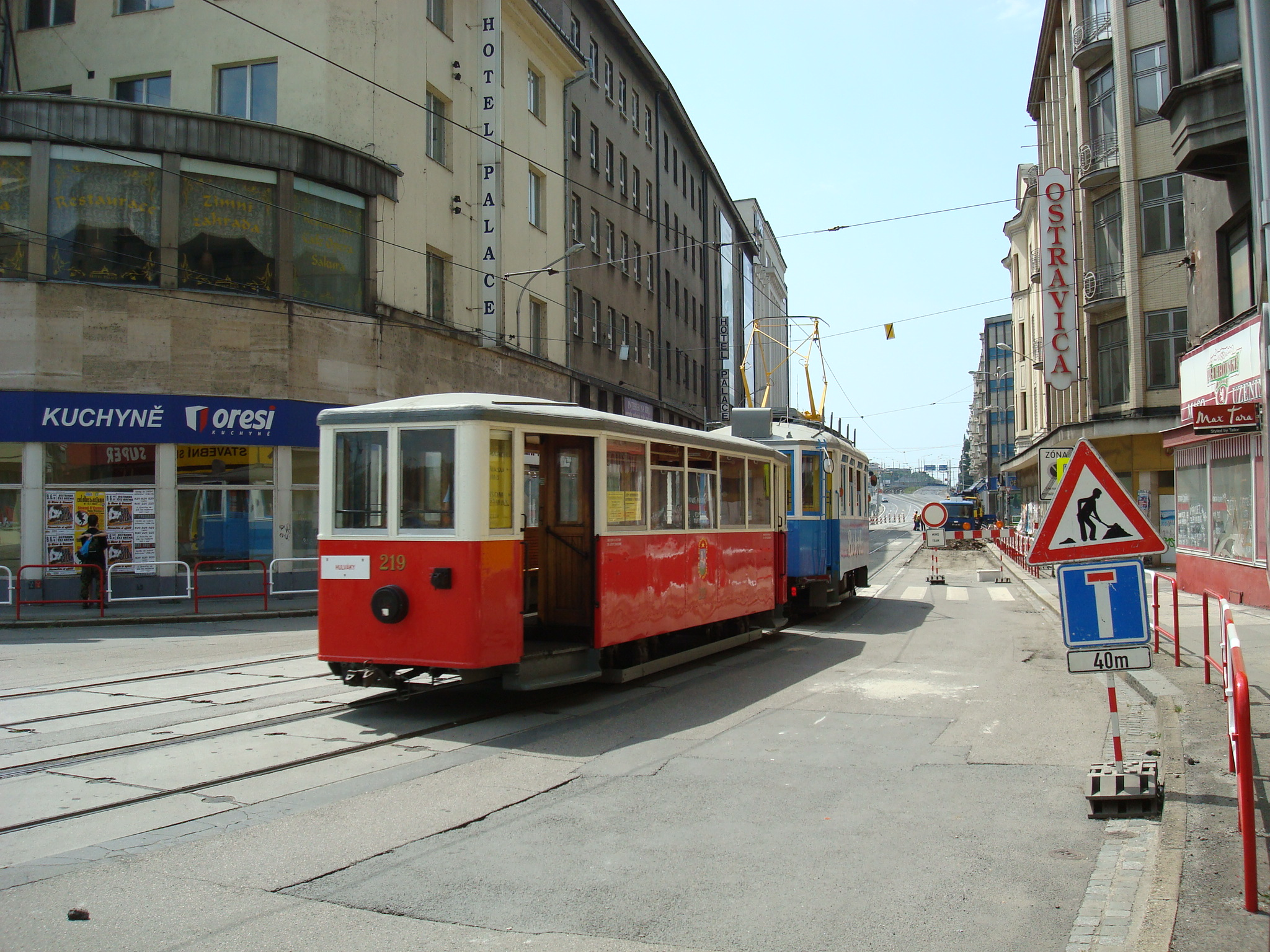
Vlečný vůz ev. č. 219
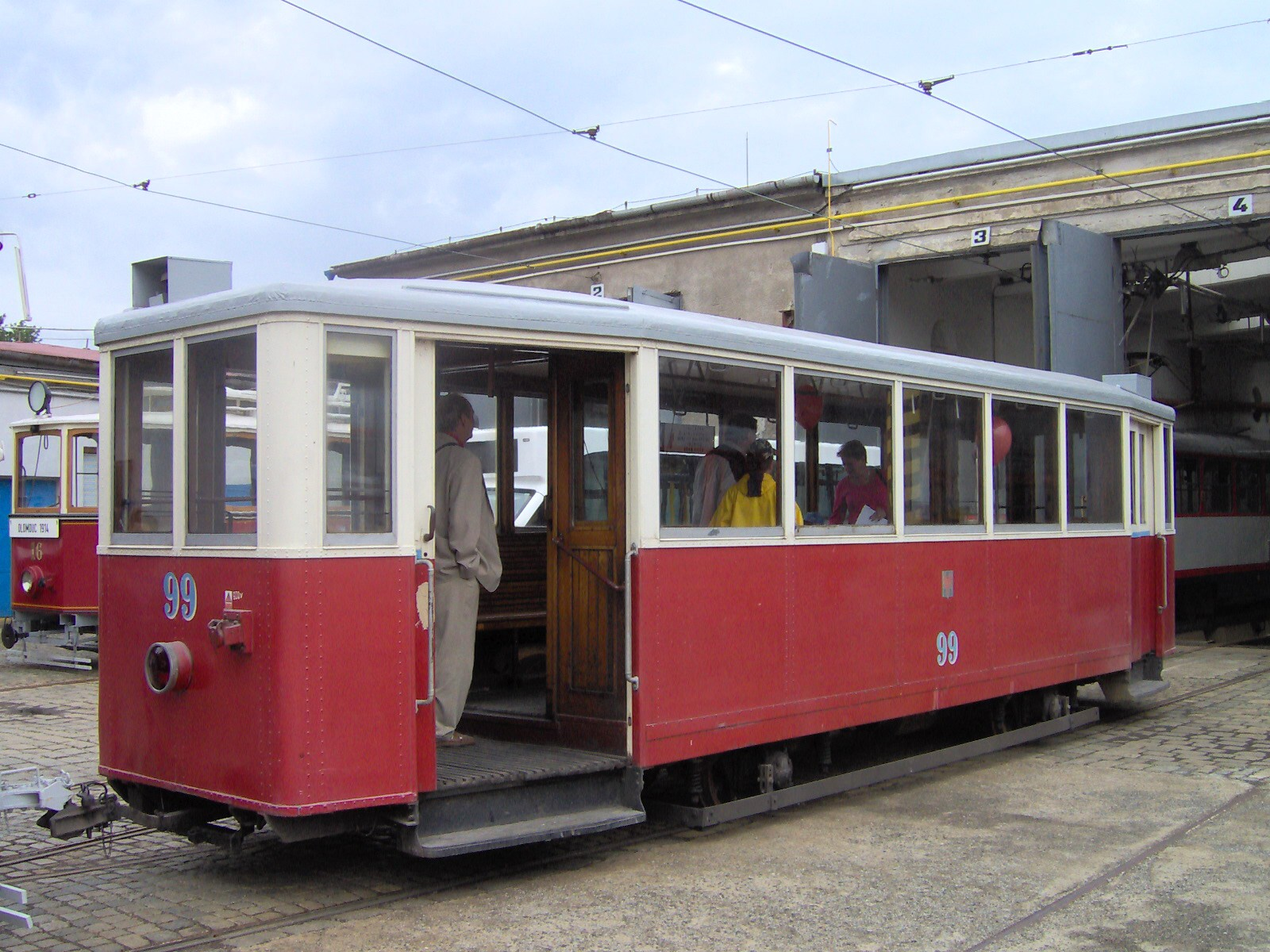
Olomoucký historický vlečný vůz ev. č. 99
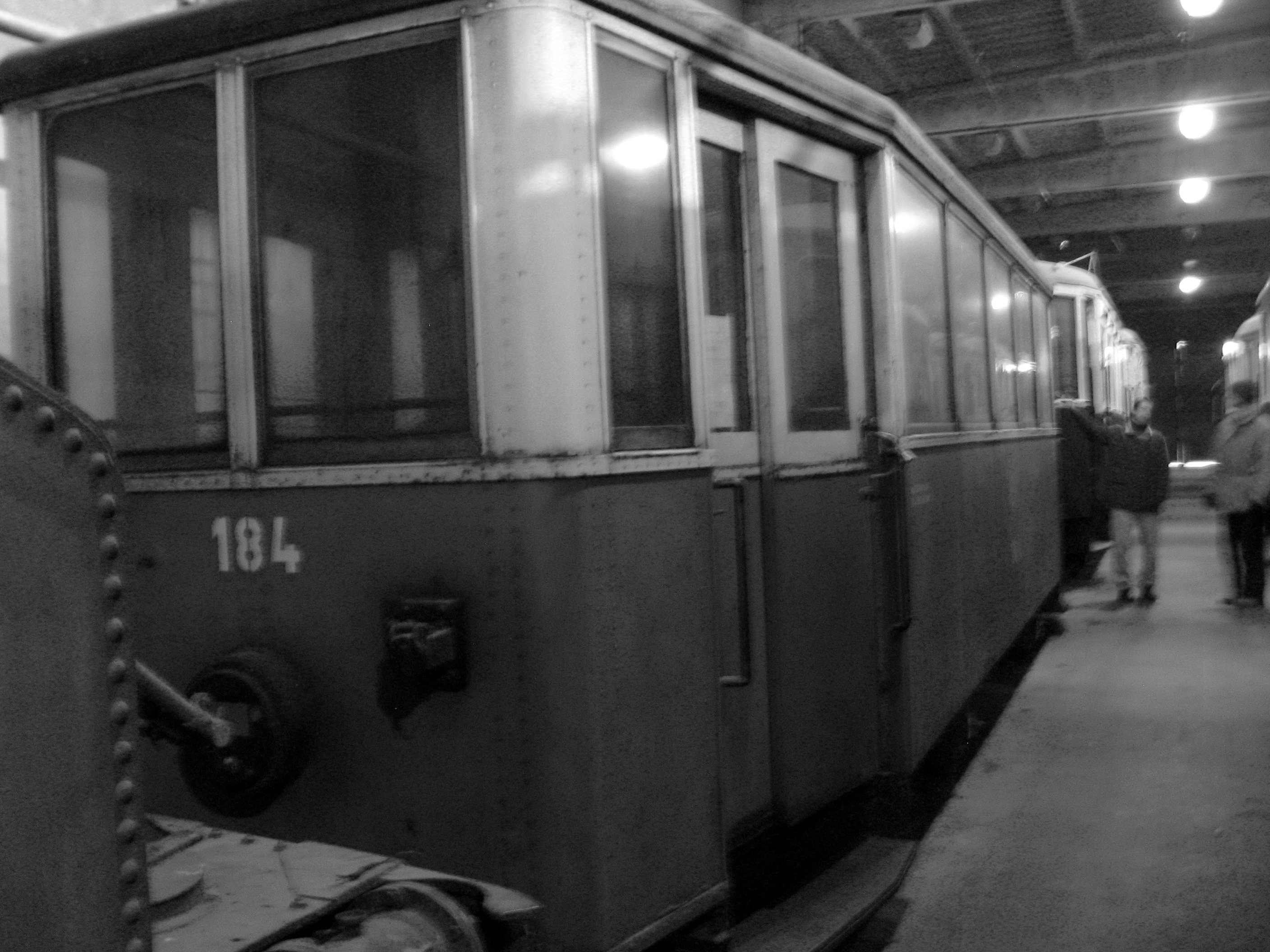
Vlečný vůz 184 v Technickém muzeu v Brně